# Летючі піски
Летю́чі піски́ — заповідне урочище місцевого значення в Україні. Один з об'єктів природно-заповідного фонду Херсонської області. 
Розташоване при північній околиці смт Велика Олександрівка Великоолександрівського району Херсонської області.

## Загальні відомості
Площа заповідного урочища 110 га. Статус присвоєно згідно з Розпорядженням облради від 22.04.1964 року № 238, перезатверджено рішенням облвиконкому від 19.08.1983 року № 441/1. Землекористувач (землевласник) — ДП «Великоолександрівське ЛМГ» (кв. 22, вид. 1-11; кв. 23, вид. 1-12; кв. 25, вид. 1-20; кв. 26, вид. 1-11).

## Історія створення

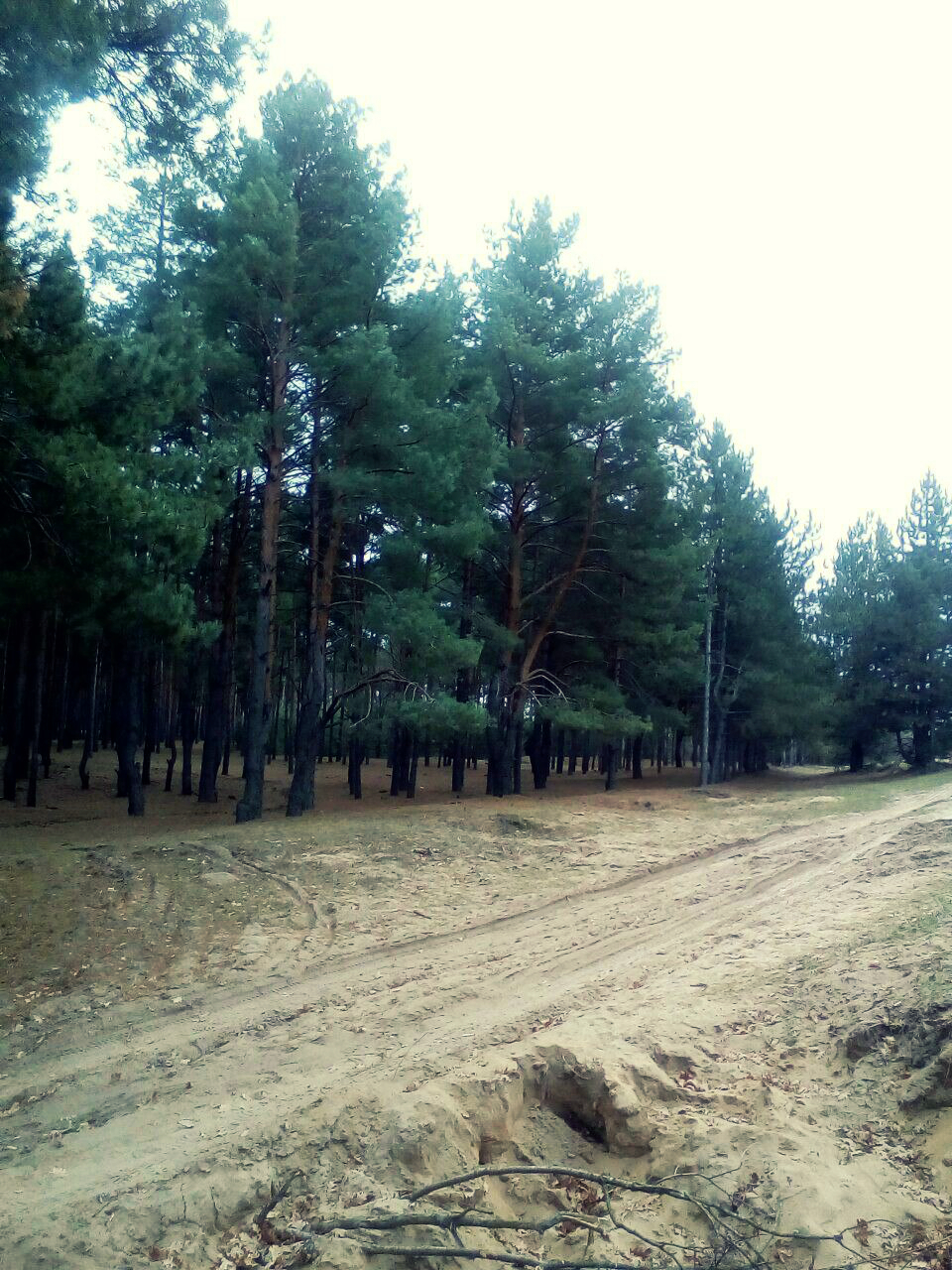
«Летючі піски»

Штучні насадження почали створюватися наприкінці XVII століття.
І період — 1698-1804 рр. Інтерес до лісу та створення штучних насаджень виявляли державні  особи.
ІІ період — 1804-1848 рр. Ініціатива щодо вирощування лісів переходить до приватних осіб.
ІІІ період — 1848-1898 рр. Почалося цілеспрямоване штучне вирощування лісів переважно на державних землях степу.
Протягом 30-40 років було створено насадження в урочищах «Архангельське», «Дубки», «Летючі піски», «Недогірський ліс», де і тепер трапляються поодинокі дерева дуба черешчатого 150-160-річного віку.
IV період — введення закону про лісокультурну заставу (1898 р.), згідно з яким промисловці зобов'язувалися відновити вирубані насадження за власний рахунок.
V період — 1917-1971 рр. Жовтнева революція поклала початок новому етапу розвитку лісорозведення. У 1918 році вийшов «Основний закон про ліс», який не тільки закріпив загальнонародну власність на ліс, а й заклав основи нового лісогосподарювання. У 1921 році було прийнято постанову «Про боротьбу з посухою», в якій було намічено основні заходи — полезахисне лісорозведення і відновлення вирубаних лісів. Лісовому господарству почали постачати машини, плуги, трактори. Була розроблена агротехніка посадки і вирощування захисних насаджень.

## Природні умови
Заповідне урочище розташоване на пісках у долині річки Інгулець. Рельєф місцевості широкохвилястий, у межах території лісництва характеризується чергуванням рівнинних поверхонь з річковими долинами, балками, ярами. Широкі рівнинні міжріччя є переважаючою формою рельєфу, порізані глибокими ярами і балками з досить ерозійними схилами. Територія лісгоспу цілком розміщена в межах басейну річки Дніпро.

## Созологічна характеристика
Рослинний світ лісового масиву представлений хвойними породами дерев: сосна звичайна, сосна кримська, листяними породами дерев: дуб, ясен, клен, робінія біла, в'яз, чагарниками: глід, бузина, терен, шипшина. 
У заповідному урочищі переважають соснові насадження, вік яких сягає 110 років. Ці насадження створюють штучні бори. Спостерігається насінневе відтворення у вигляді різновікових груп підростка. Соснові ділянки лісу представляють собою рослинне угрупування, де крони дерев відносно розріджені, ажурні і пропускають багато світла. Тому у сосновому лісі немає сильного затемнення, рослини нижніх ярусів відносно добре освітленні, в сосновому лісі також сухо.